# 京哈高速动车组列车
京哈高速动车组列车是中国铁路运行于直辖市北京市及黑龙江省省会哈尔滨市的高速动车组列车，现每日共开行11对列车，列车客运乘务由哈尔滨局集团哈尔滨客运段、牡丹江客运段、北京局集团北京客运段担当。

## 历史
2013年12月28日，配合津秦高铁通车，北京局集团新增北京南-哈尔滨西G381/382次列车。随后于2015年9月1日、2019年12月30日，哈尔滨局集团先后增开同区间同走向的G393/394次、G371/372次列车。其中G393/394次列车于2019年1月5日延长至牡丹江站始发终到。
2021年1月22日，配合京哈客运专线通车，哈尔滨与北京间新增全程经由京哈客运专线的高速动车组列车。同年6月25日，配合京哈高铁运行图第一次重排，再度新增全程经由京哈客运专线运行的高速动车组列车，并停运G371/372次、G381/382次列车。2021年7月11日，配合国铁集团“动货分离”的要求，G933/928次列车延长至齐齐哈尔南站始发终到。2021年10月11日，原G903次延长至牡丹江并改为G3605次，并新增G941次。
2023年7月1日，配合京哈高铁运行图第二次重排，重新安排往返北京至哈尔滨的列车10对，最大车次号为G955次。
2024年1月10日，G930、G951次更换为CR400BF-GZ型智能动车组，同时G935次由北京朝阳站经北京地下直径线延长至北京西站始发。
2024年6月15日起，新增哈尔滨西—北京朝阳G941/942次列车1对，由哈尔滨铁路局担当，解决了早间京哈间下行方向缺少列车的问题，进一步便利了群众出行。
2025年1月起，配合技术提升型复兴号高寒智能动车组投入使用，G903/906次、G905/910次、G939/952次、G945/954次更改车型为CR400BF-GS，同时上述部分列车的运行时长有所压缩。其中G903/906次已于2024年12月27日先行更换车体，G905/910次亦于2025年1月1日更换车体。此外，原用于G905/910次的CR400AF-G高寒动车组将给予G935/950次使用。
2025年7月1日起，配合京哈高速铁路京沈段提质达标至350km/h运营，重新安排北京朝阳-哈尔滨西间列车10对，其中以最高速度为350km/h运行的大站快车4对，车次分别为G902/917次、G905/910次、G907/912次、G909/914次，列车运行时间最短可达4小时33分钟。在上述车次中，G907次由北京西站始发，且其交路（前序为G963/4次）一般使用CR400AF-G。

## 使用列车
主要使用CR400AF-G、CR400BF-G、CR400BF-GZ、CR400BF-GS、CRH380BG等列车，其中部分班次重联运行。列车编组如下：
| 车厢编号 | 1/9                 | 2-3/10-11   | 4/12        | 5/13              | 6-7/14-15   | 8/16                |
| 车型     | ZYS 一等座车/商务车 | ZE 二等座车 | ZE 二等座车 | ZEC 二等座车/餐车 | ZE 二等座车 | ZES 二等座车/商务车 |

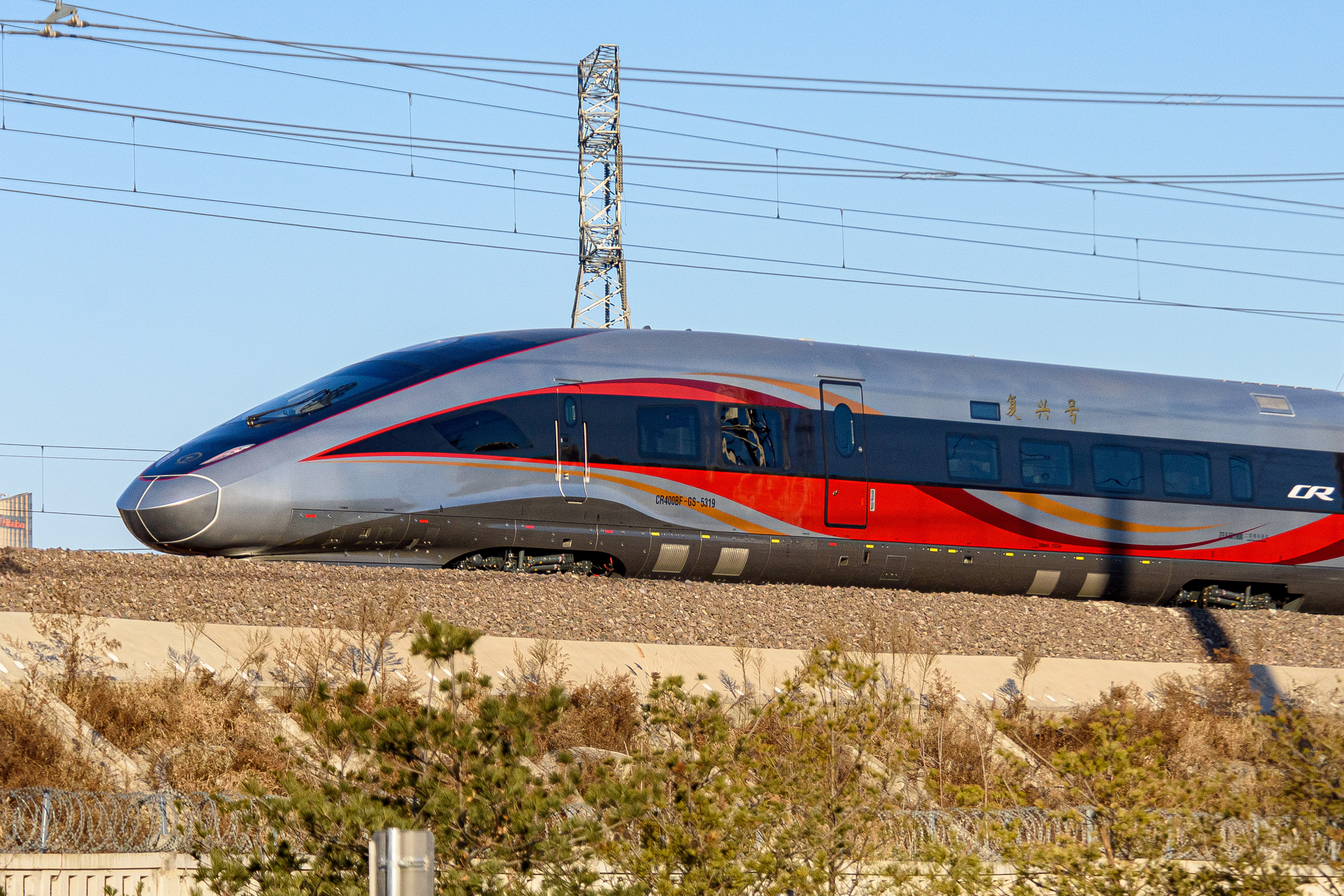
2024年12月27日开始使用CR400BF-GS的G903次列车行驶在北京环铁北桥（2024年12月）
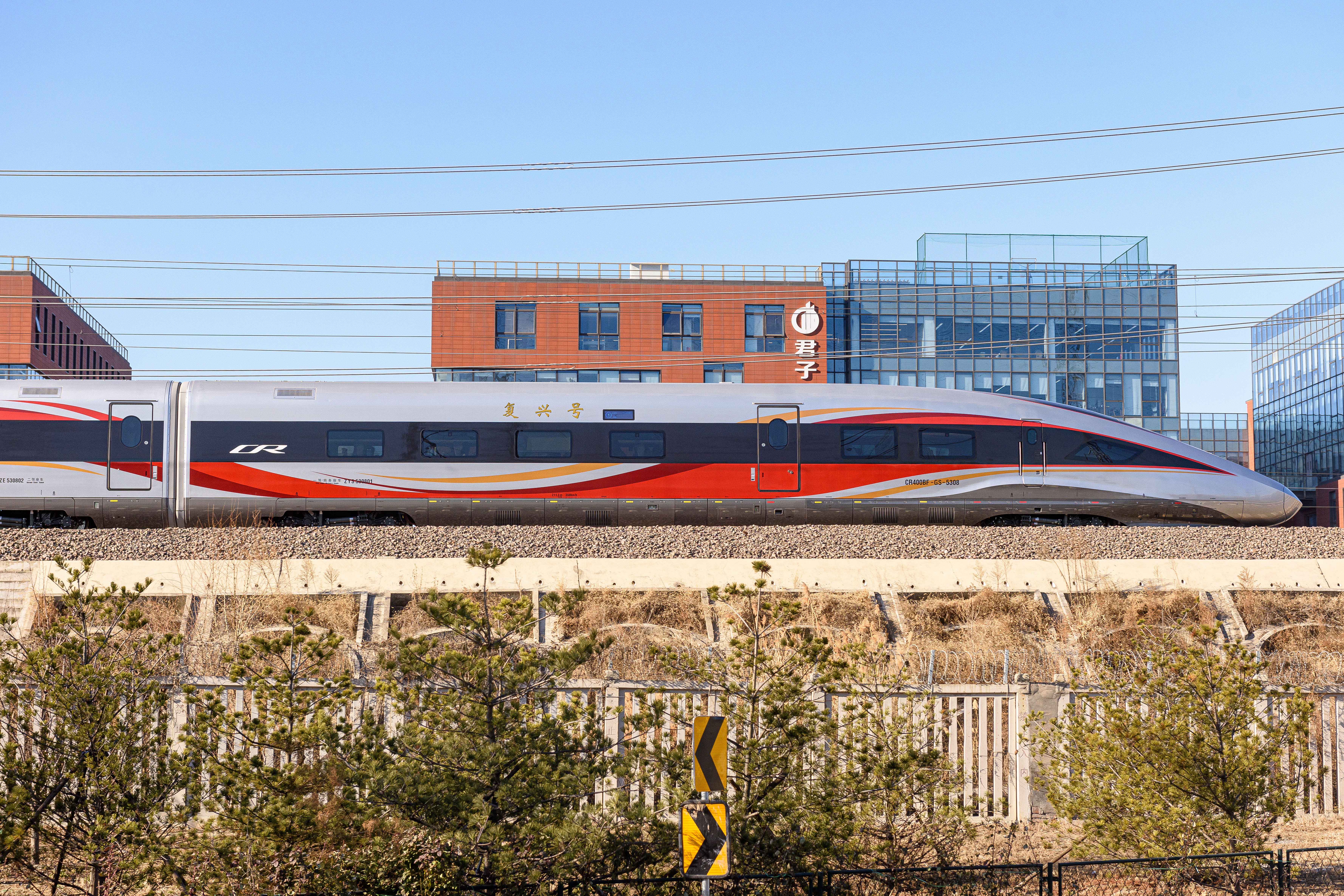
2025年1月1日开始使用CR400BF-GS的G905次列车行驶在北京环铁北桥（2025年1月）
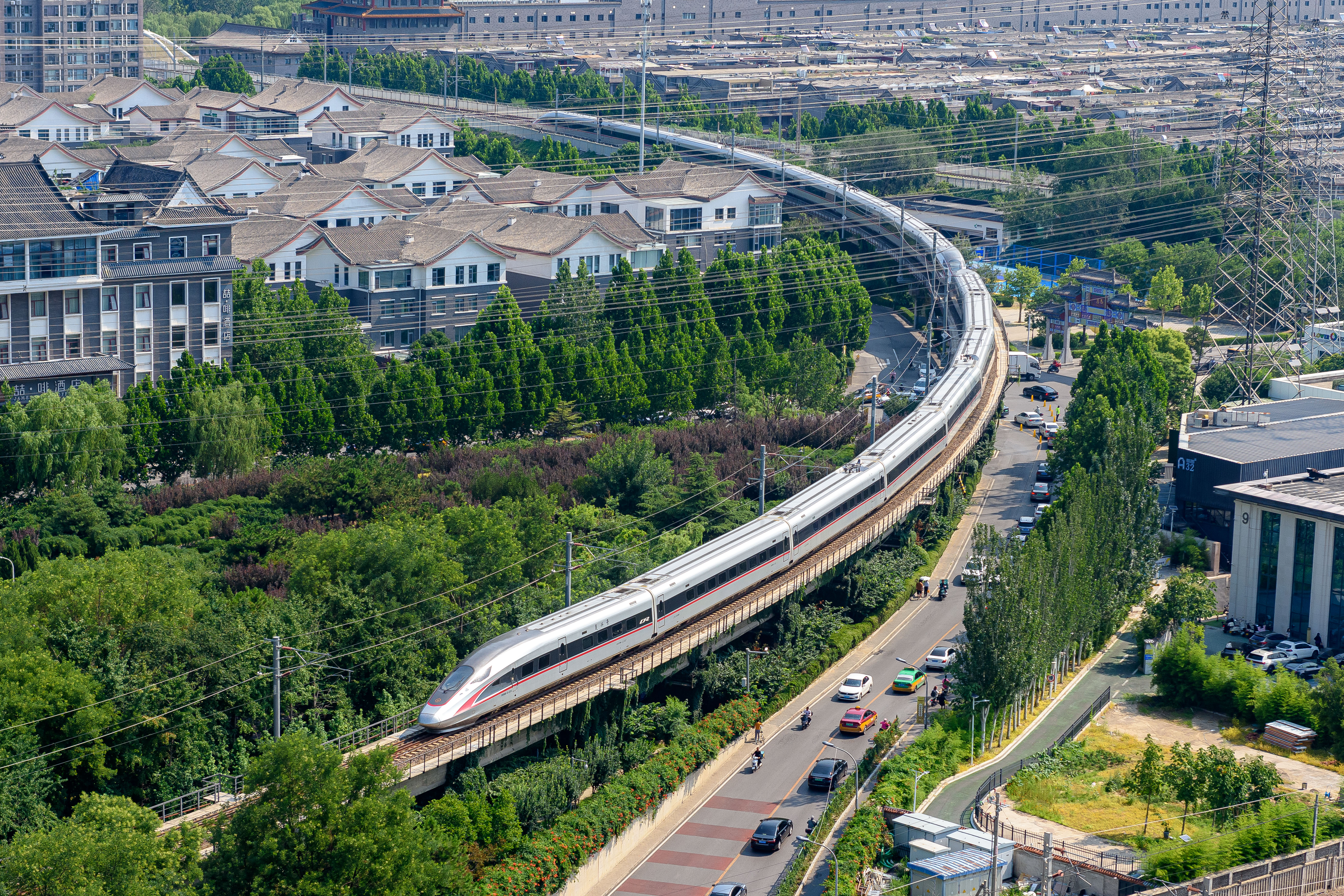
使用CR400AF-G的G907次列车行驶在东星联络线（2025年7月）
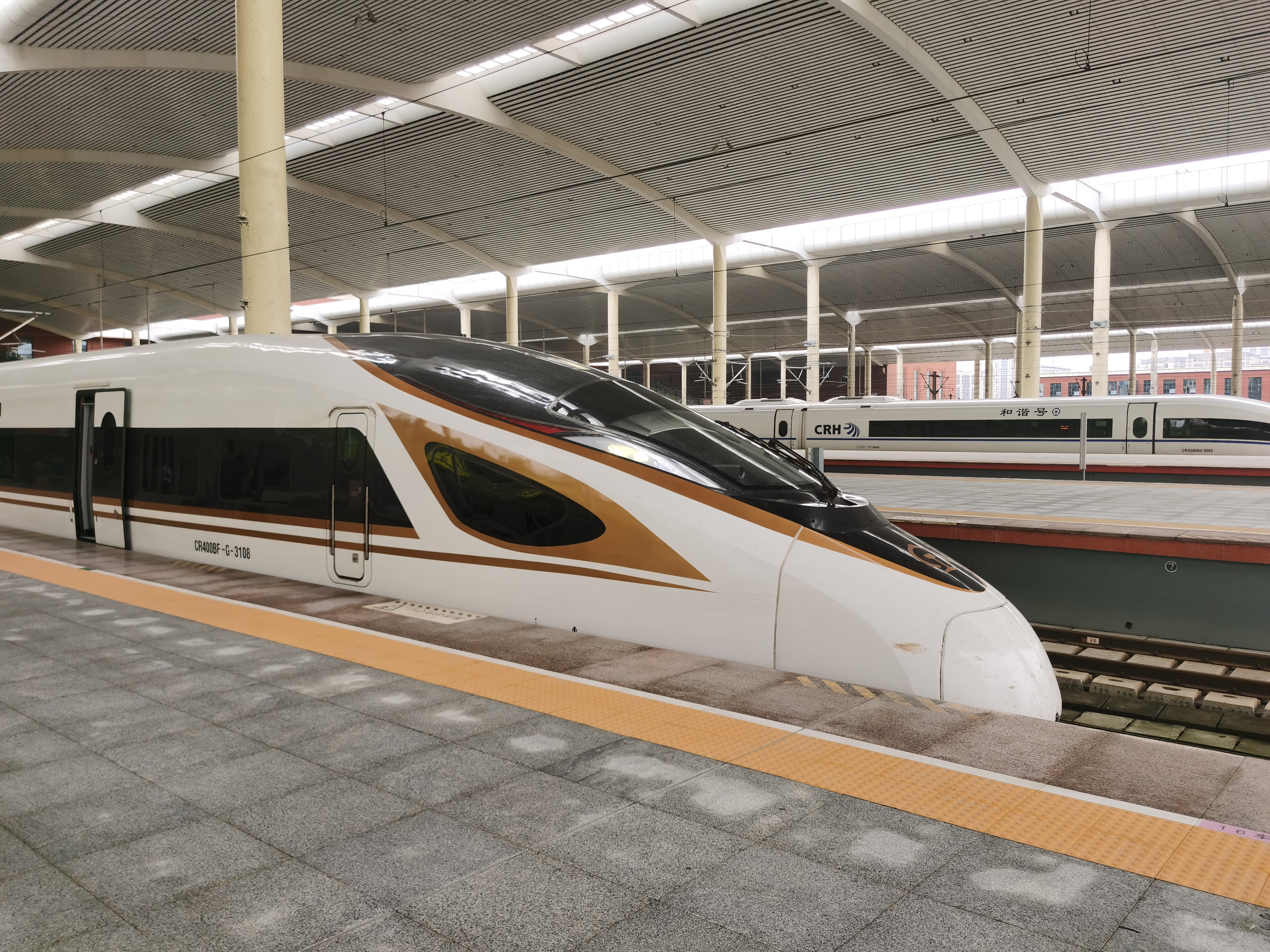
使用CR400BF-G的G931次列车停靠在哈尔滨西站（2024年6月）
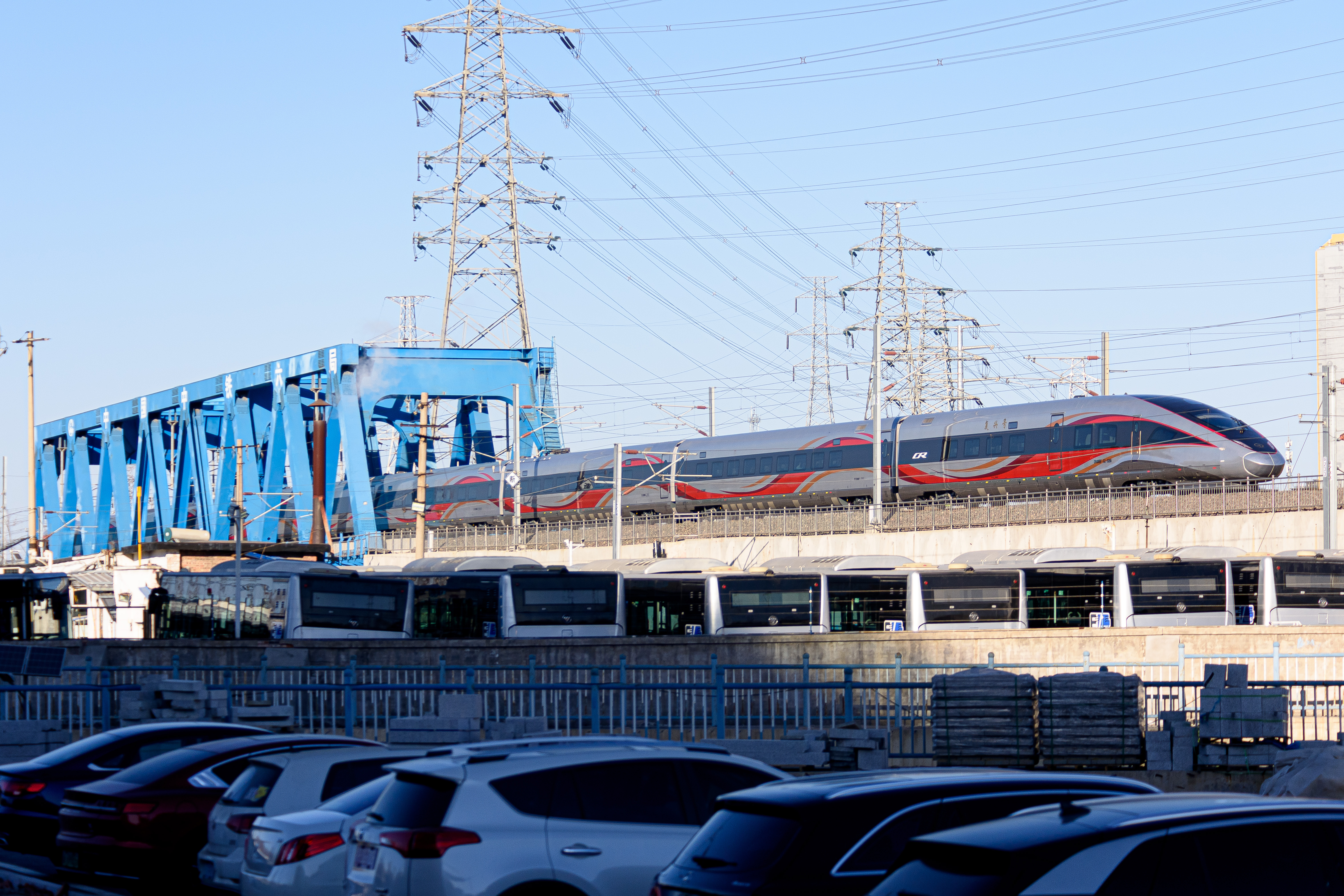
使用CR400BF-GZ的G951次列车行驶在北京环铁北桥（2024年1月）
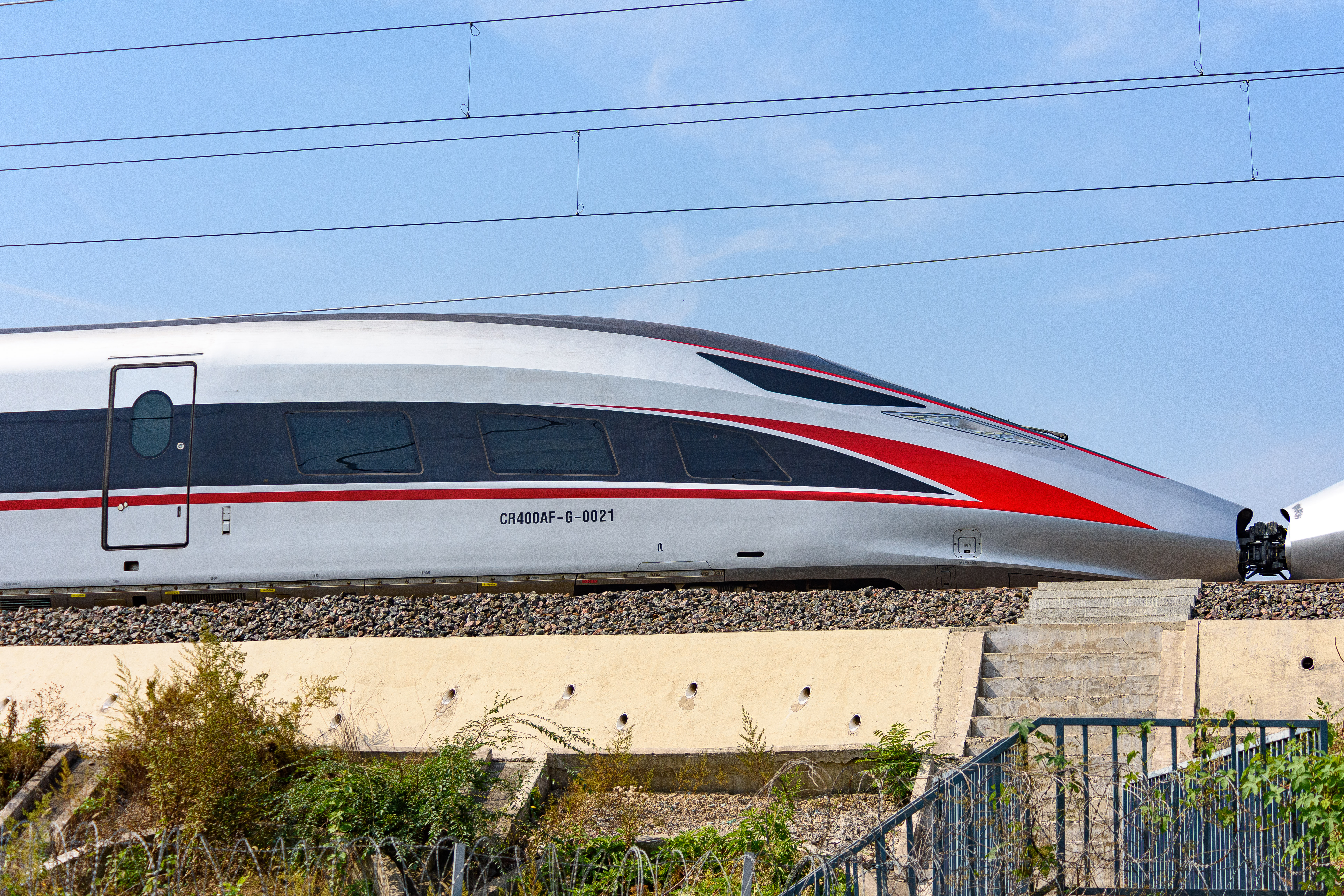
被编为CR400AF-G-0021的原可变轨距动车组曾常用于北京局G905/910次（2024年10月）
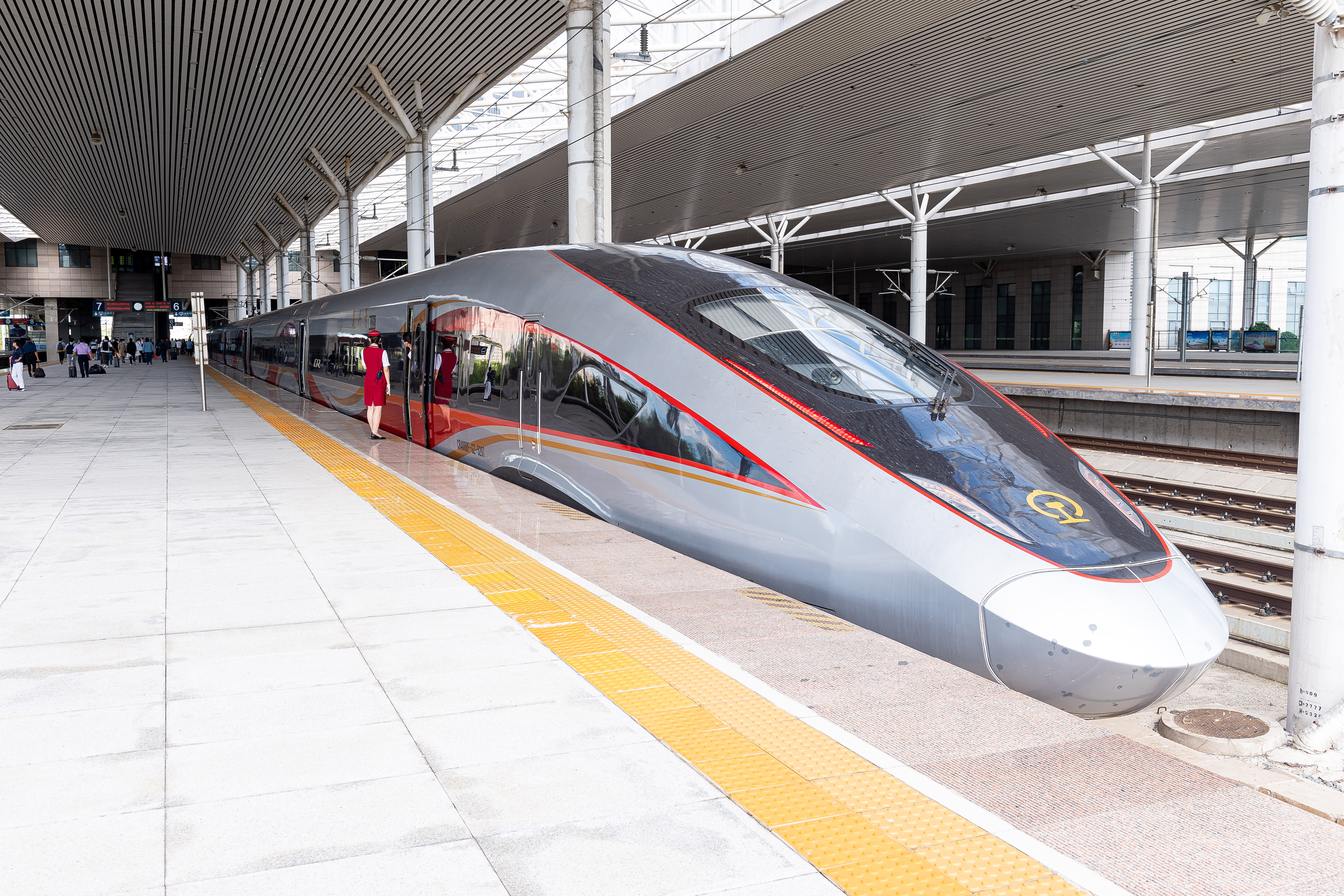
使用CR400BF-GZ的原G901次列车停靠在长春西站6站台（2022年8月）
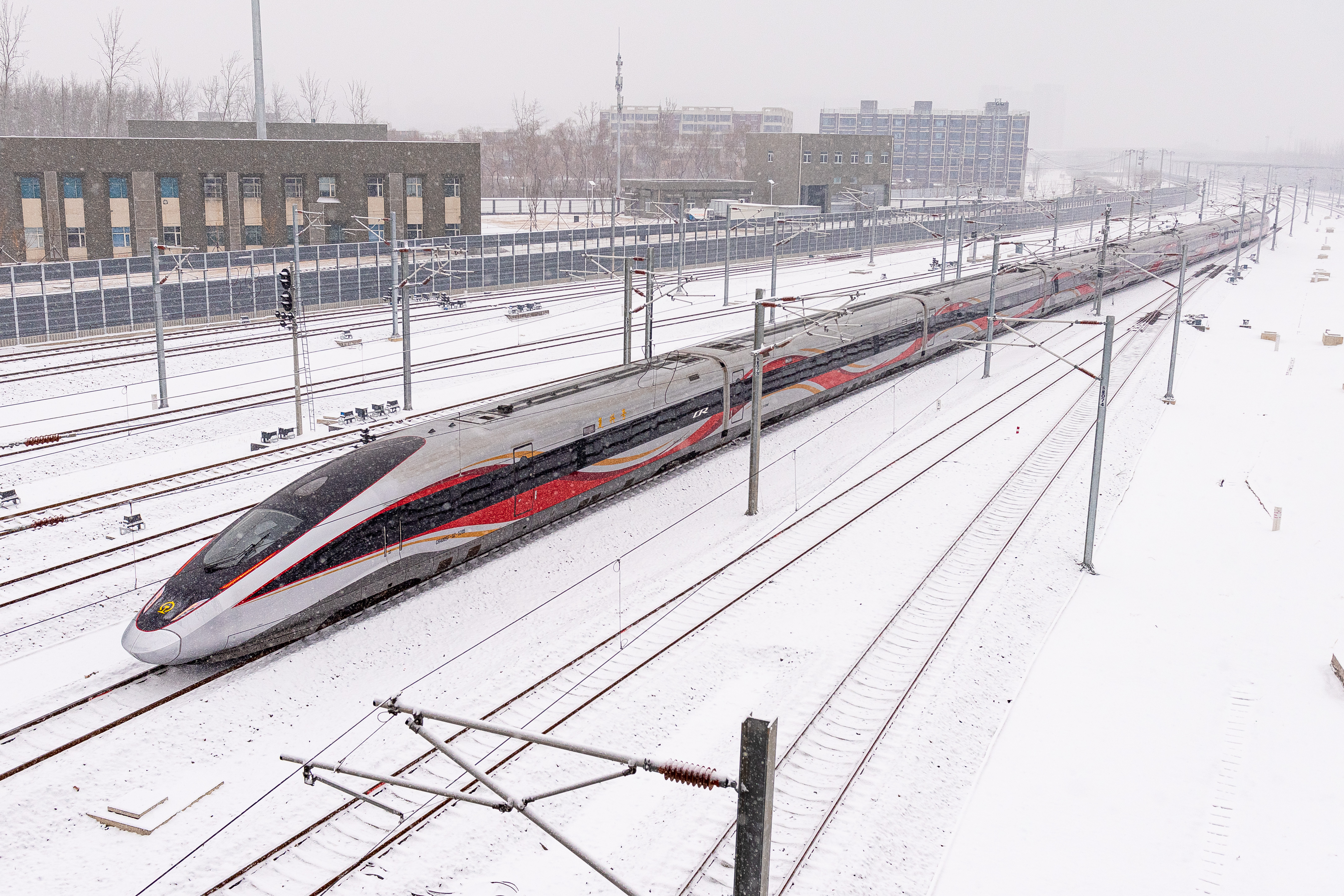
使用CR400BF-GZ的原G901次驶出北京朝阳站（2022年2月）
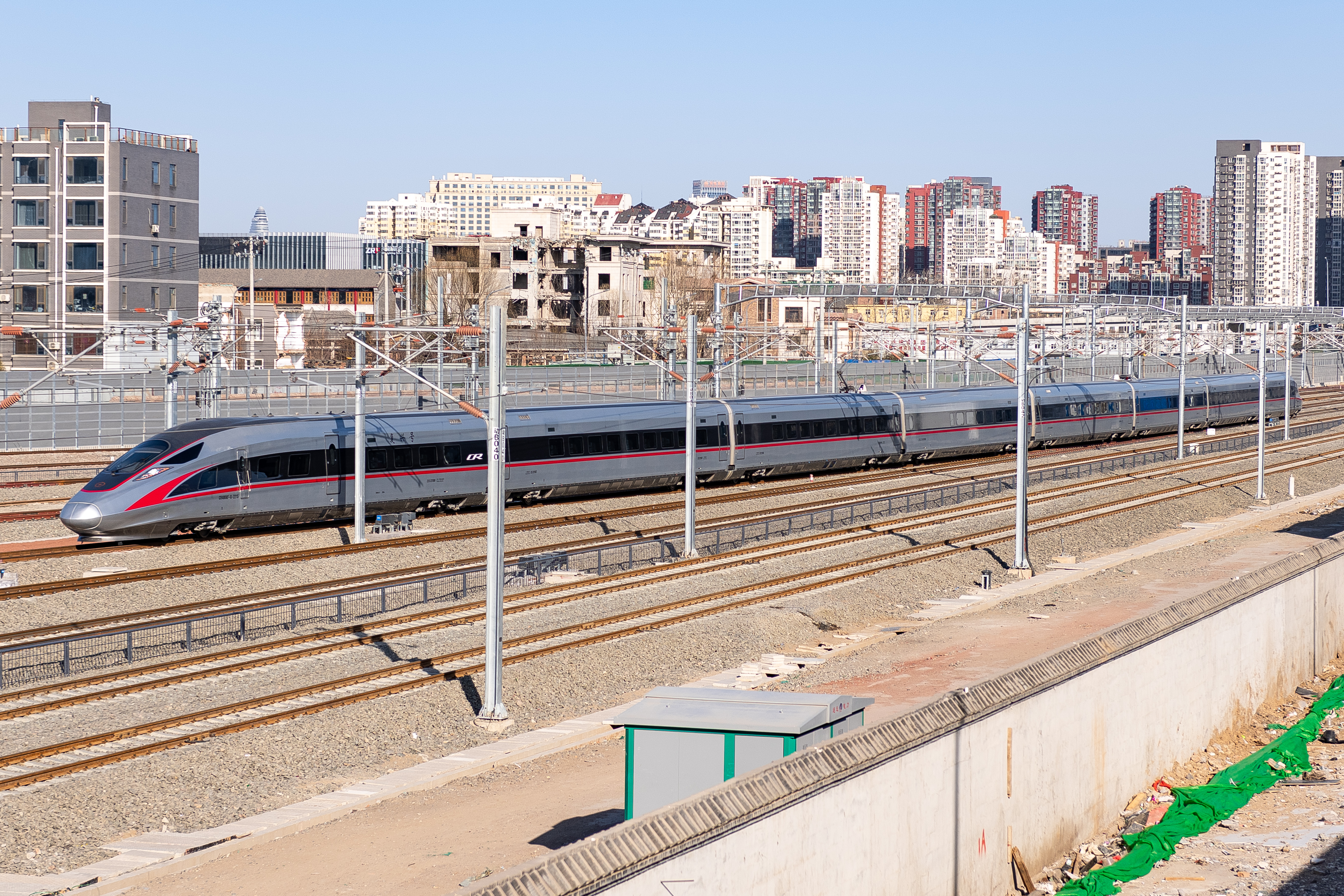
使用CR400AF-G的原G915次驶出北京朝阳站（2021年1月）
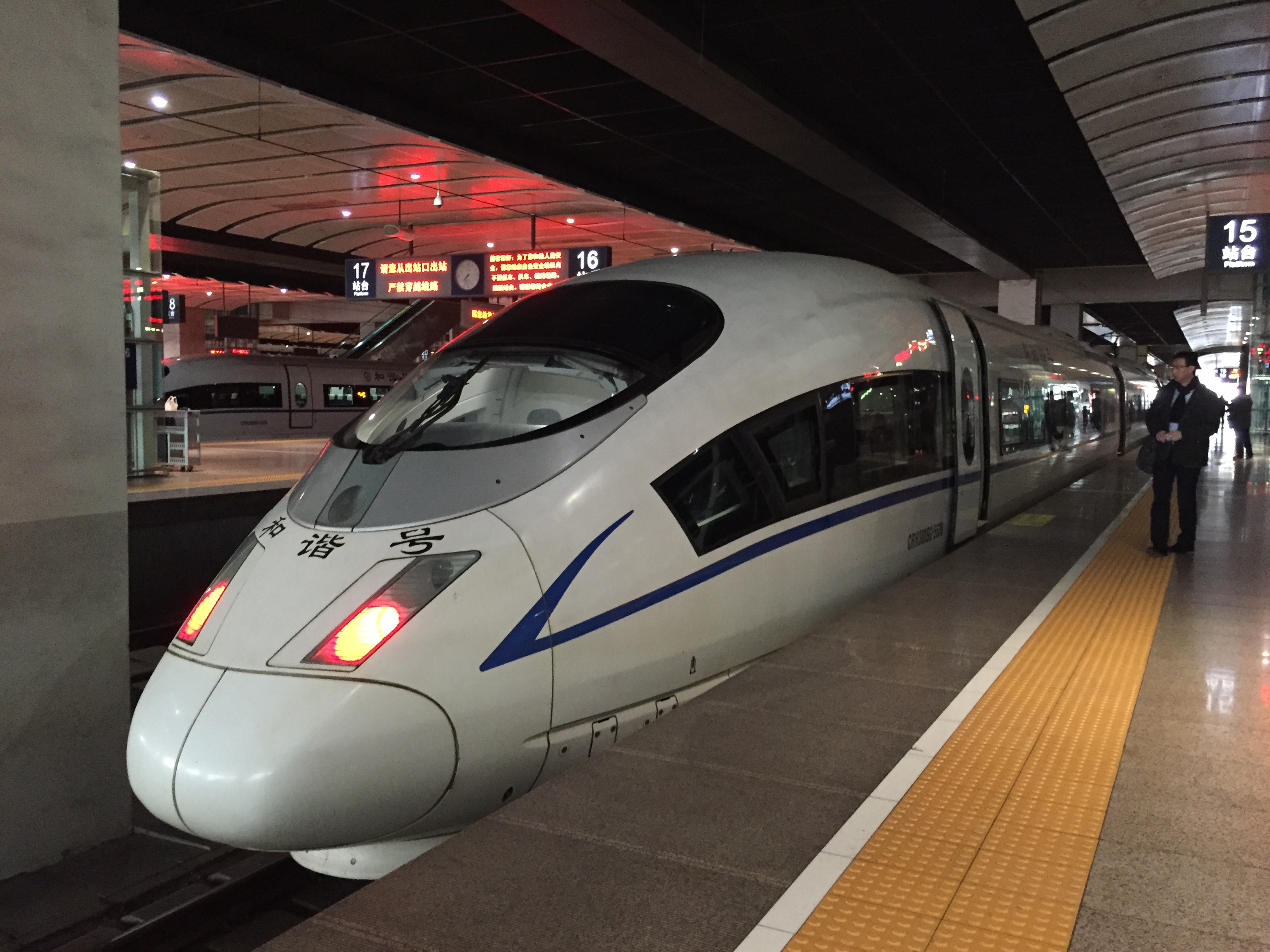
使用CRH380BG的原G381次在北京南站等待发车（2016年3月）